# مارینا کوشویا
مارینا کوشویا (انگلیسی: Marina Kosheveya؛ زادهٔ ۱ آوریل ۱۹۶۰) یک شناگر اهل اتحاد جماهیر سوسیالیستی شوروی است.
از افتخارات وی میتوان به کسب مدال طلا ۲۰۰ متر قورباغه و مدال برنز ۱۰۰ متر قورباغه شنا زنان در بازی‌های المپیک تابستانی ۱۹۷۶ اشاره کرد.